# Kükemező
Kükemező (szlovákul: Kuková) község Szlovákiában, az Eperjesi kerület Felsővízközi járásában.

## Fekvése
Girálttól 5 km-re nyugatra, a Tapoly közelében fekszik.

## Története
Területén már a kőkorszakban is éltek emberek.
A mai települést a német jog alapján alapították a 14. században, a komlósi uradalom területén. 1342-ben „Keykmezew” alakban említik először. 1352-ben „Kukewmezei” néven szerepel. 1427-ben 24 portája adózott. A 16. századtól a 19. századig a Bán család birtoka volt. 1787-ben 49 házában 381 lakos élt.
A 18. század végén Vályi András így ír róla: „KÜKÖMEZŐ. Elegyes falu Sáros Várm. földes Urai Kükemezei, és több Uraságok, lakosai leg inkább evangelikusok, és kevés katolikussok, fekszik Karácson Mezőnek szomszédságában, mellynek filiája, határja jó termékenységű, fája mind a’ kétféle van, réttyei, legelője is jó, piatzozása Bártfán, és Eperjesen.”
1828-ban 69 háza volt 530 lakossal. Lakói egykor zsellérek voltak, akik mezőgazdasággal, szövéssel, szűcsmesterséggel, fonással foglalkoztak.
Fényes Elek 1851-ben kiadott geográfiai szótárában így ír a faluról: „Kükemező, (Kukoma), Sáros v. tót falu, Karácsonmező fil., 235 kath., 219 evang., 1 ref., 58 zsidó lak. Evang. templom. Nemes udvarok; jó föld; jó rét. F. u. a Kükemezey nemzetség. Ut. p. Eperjes.”
1920 előtt Sáros vármegye Girálti járásához tartozott.

## Népessége
| Év:            | 1994. | 2004.   | 2014.   | 2024.   |
| -------------- | ----- | ------- | ------- | ------- |
| Emberek száma: | 691   | 710     | 723     | 737     |
| Eltérés:       |       | +2,74 % | +1,83 % | +1,93 % |

| Év:            | 2023. | 2024.   |
| -------------- | ----- | ------- |
| Emberek száma: | 739   | 737     |
| Eltérés:       |       | -0,27 % |

1910-ben 391, többségben szlovák lakosa volt, jelentős cigány kisebbséggel.
2001-ben 683 lakosából 680 szlovák volt.
2011-ben 703 lakosából 601 szlovák.

## Nevezetességei
- Evangélikus temploma a 14. század első felében épült gótikus stílusban. 1648-ban és 1795-ben tűzvészek következtében újjá kellett építeni, utoljára klasszicista stílusban.
- Két kastélya a 18. század második felében épült rokokó-klasszicista stílusban.
- Temetőkápolnája 1823-ban készült.
- Klasszicista kúria a 19. század második feléből.

## Híres emberek
Itt született 1845. május 5-én Puky Ákos orvos, egyetemi tanár, orvosi szakíró.